# Szótadész
Szótadész (Kr. e. III. század) görög komédiaköltő
A trákiai maroneából származott, s a künaidologosz-nak, egy meglehetősen obszcén drámai műfajnak volt művelője. A künaidoszok eredetileg ión utcai bohócok voltak, akik ünnepi mulatságok, vásárok alkalmával talán asszonynak öltözve mulattatták a népet. E népi bohózatot emelték idővel irodalmi színvonalra. Az, hogy ezt Szótadész tette-e meg vagy más alkotó, nem tudni. Athénaiosz szerint Szótadészt megelőzte Alexandrosz, Pürész, Alexész és mások. Annyi bizonyos, hogy Szótadész oly mértékben múlta felül versenytársait a künaidologosz művelésében, hogy a műfajra jellemző versmértéket róla nevezték el metrum Szótadeum-nak. Alkotásai jó részét az erős gúny és a személyes támadások jellemzik, bár e művek a Szuda-lexikon-ban közölt néhány cím alapján leginkább mitológiai jellegűek lehettek, s főleg tragikus tárgyak travesztái voltak.
Athénaiosz írja, hogy Ptolemaiosz Philadelphosz feldühödve azon, hogy Szótadész a házasságát, amelyet tulajdon nővérével, Arszinoéval kötött, köznevetség tárgyává tett, a költőt Caunus szigetén elfogatta, s egy ólomhordóban a tengerbe vettette. Életével és költészetével irodalmilag nemcsak fia, Apollóniosz foglalkozott, hanem a pergamoni Karüsztiosz is, valamint Hégészander. Egy fennmaradt töredéke:
A fiúszerető Theodórosz
Jól megtömve ő közben a hátsó hasadékot,
ágasbogas dombhát alján kisajtol egy dörgést:
csak vén, ekét húzó ökör ereszt ilyet néha.